# Brañavieja
Brañavieja (a veces también mencionado como Braña Vieja) es un núcleo poblacional situado junto a la estación de esquí de Alto Campoo, en el municipio de Hermandad de Campoo de Suso (Cantabria, España), emplazado en un collado que ofrece vistas al valle glaciar donde nace el río Híjar. La estación de esquí se ubicaba en el antiguo circo glaciar del pico Tres Mares, entre la Sierra de Peña Labra y la Sierra del Cordel. Las primeras instalaciones de la estación se encontraban en la ladera norte del poblado.

## Origen y desarrollo
El desarrollo de este enclave deportivo comenzó en 1958, cuando se construyó el primer refugio de montaña perteneciente al Club Alpino Tajahierro. La idea era establecer un asentamiento destinado a deportes de nieve, y para hacerlo accesible se construyó una carretera específica que se extendió hasta el collado de Fuente del Chivo –con la intención de crear una conexión con Liébana a través de Piedrasluengas– y que facilitaría a su vez el acceso a la estación desde Palencia. Posteriormente, se edificaron otros refugios significativos: el de Solvay (diseñado por Ángel Hernández Morales), el del Club Tres Mares (obra de Javier González de Riancho) y el actual Albergue Juvenil Cantabria, que incorporó materiales del demolido Hogar Provincial Cántabro de Santander. La primera fase se completó con cuatro refugios particulares en la entrada del poblado.
Este proyecto pionero en Cantabria formaba parte de un ambicioso plan turístico para el sur de la región, que incluía también la restauración del castillo de Argüeso (inicialmente pensado como parador), el acondicionamiento del nacimiento del río Ebro en Fontibre y la construcción del teleférico de Fuente Dé. La puesta en marcha del complejo invernal por parte de la entonces Diputación Provincial de Santander pretendía promover el turismo alternativo al de playa y paliar la acusada de estacionalidad del turismo en Cantabria.
Inicialmente los terrenos comunales se cedían por periodos de 100 años, hasta que en 1965 se aprobó su desafección como montes de titularidad pública. En esta etapa, Hernández Morales diseñó el plan urbanístico del poblado, proyectó las primeras instalaciones de esquí inauguradas en 1965 (un telesquí y un telesilla, en colaboración con el ingeniero José Calavera Ruiz), el hotel y el centro cívico, este último organizado alrededor de una plaza que actuaría como núcleo del asentamiento. La urbanización se diseñó con viales que seguían la topografía natural, partiendo de la carretera comarcal, y contemplaba 35 parcelas principalmente para viviendas unifamiliares aisladas, con algunas pareadas. En los años 1970, Hernández Morales completó su intervención con tres refugios privados y la cafetería El Chivo en la zona de pistas, similar en diseño a la cafetería de Fuente Dé. La construcción posterior de varios bloques de viviendas alteró la baja densidad y uniformidad original del conjunto.
No obstante, el cambio más relevante tuvo lugar en 1988 cuando la Estación de Esquí y Montaña de Alto Campoo sufrió una considerable transformación, eliminando las pistas de La Tabla y Los Tubos y trasladando el conjunto de estas a la zona de Calgosa, buscando cotas mayores con mejores condiciones de nieve. Este hecho provocó un desplazamiento de la actividad hacia esa área.